# Kelvin Sebwe
Kelvin Sebwe (ur. 4 kwietnia 1972 w Monrovii) – liberyjski piłkarz grający na pozycji pomocnika, reprezentant Liberii.

## Kariera piłkarska

### Kariera klubowa
Kelvin jest bratem Dionysiusa Sebwe, piłkarza reprezentacji Liberii. Wychowanek Monrovia Black Star FC. Rozpoczął karierę w tym klubie w 1986 roku, jako 14-latek. W tym samym roku zadebiutował w reprezentacji Liberii, w meczu z Mali (eliminacje PNA 1988). Po 6 latach gry w Liberii, w 1992 roku został zawodnikiem francuskiego klubu AS Monaco. Tam nie zagrał ani minuty, a rok później był już piłkarzem belgijskiego RFC Liège. Tam w 33 meczach zdobył 9 bramek. W ciągu swojej kariery występował m.in. w Toulouse FC, Skodzie Ksanti, AEK Ateny i Panserraikosie.
Kelvin Sebwe zakończył karierę w 2009 roku, jako piłkarz AO Kavala.

### Kariera reprezentacyjna
Karierę w reprezentacji Kelvin Sebwe zaczął w wieku 14 lat, w meczu z Mali. W ciągu całej kariery reprezentacyjnej Kelvin Sebwe wystąpił w 73 meczach reprezentacji, zdobywając 15 bramek. Zakończył karierę w reprezentacji w 2009 roku, w tym samym co karierę sportową.